# Ротариу, Дорин
Дорин Ротариу (рум. Dorin Rotariu; 29 июля 1995, Тимишоара, Румыния) — румынский футболист, полузащитник турецкого клуба «Игдыр».

## Карьера
Футбольную карьеру начал в составе клуба «Политехника Тимишоара». В 2012 году Ротариу был отдан в аренду в румынский клуб «Динамо» Бухарест, где играл в молодежной команде. В Суперлиге футболист дебютировал в марте 2013 года в игре с «Конкордией». Летом того же года срок его аренды подошел к концу, однако, клуб «Политехника» прекратил свое существование. «Динамо» достигло соглашения с его бывшем владельцем Марианом Янку и подписало контракт с игроком. Накануне своего восемнадцатилетия Ротариу забил свой первый гол в ворота команды «Васлуй», который закончился со счетом 2:0. Позже он забивал в играх с клубами «Университатя» и «Стяуа».
Ротариу стал самым эффективным молодым игроком первой части чемпионата 2016/17, забив 6 мячей и сделав одну голевую передачу.
В 2017 году подписал контракт с клубом «Брюгге», за который провёл 12 матчей в чемпионате Бельгии. В том же году на правах аренды перешёл в бельгийский «Мускрон-Перювельз». В 2018—2019 годах на правах аренды играл за нидерландский «АЗ».
В начале 2019 года перешёл в казахстанский клуб «Астана», заключив контракт на 4 года. Сумма отступных для
«Брюгге» составила 1,5 млн евро.
17 июня 2021 года клуб Первой лиги Болгарии «Лудогорец» объявил о подписании контракта с Ротариу. Свой первый и единственный гол за команду Дорин забил 31 июля в матче с «ЦСКА 1948». 25 января 2022 Ротариу отправился в аренду в греческий «Атромитос».
10 октября 2023 года Ротариу вернулся в Румынию, подписав контракт с «ФКСБ» сроком на один год с возможностью продления.

## Достижения
«Астана»
- Обладатель Суперкубка Казахстана (2): 2019, 2020
- Победитель чемпионата Казахстана (1): 2019

«Лудогорец»
- Победитель чемпионата Болгарии (1): 2021/22
- Обладатель Суперкубка Болгарии (1): 2021